# Mike York
Michael Allan York, detto Mike (Waterford, 3 gennaio 1978), è un ex hockeista su ghiaccio statunitense.

## Palmarès

### Olimpiadi
- Argento a Salt Lake City 2002.

### Mondiali Juniores
- Argento a Ginevra 1997.